# Fernando Vendrell
Fernando Vieira Lisboa Vendrell Henriques (Lisboa, 28 de outubro de 1962) é um cineasta português.

## Biografia
Licenciou-se em Cinema na Escola Superior de Teatro e Cinema do Instituto Politécnico de Lisboa (1985). Assistente de Realização durante alguns anos, trabalhou com realizadores como Manoel de Oliveira, João César Monteiro, José Fonseca e Costa, Raoul Ruiz, João Canijo e Manuel Mozos, entre outros. 
Em 1991 recebeu formação em Gestão das Artes no INA, começando a trabalhar como Director de Produção. Em 1992 produziu Belle Epoque de Fernando Trueba, que ganhou o Óscar de Melhor Filme Estrangeiro em 1994. Depois colaborou com António da Cunha Telles como Produtor Executivo e Produtor Delegado durante 5 anos. Fundou a produtora audiovisual David & Golias em 1992. Em 2004 produziu o filme O Herói do realizador Angolano Zézé Gamboa, vencedor da World Dramatic Competition do Festival de Sundance 2005.

## Filmografia (cinema)

### Longas metragens
- Além do Horizonte - A Travessia (2025)
- Sombras Brancas (2022)
- Aparição (2018)
- Pele (2006)
- O Gotejar da Luz (2002)
- O Jogo da Glória (2001) - Telefilme
- Fintar o Destino (1998)

### Curtas metragens
- As Minhas Férias (2004)
- Almirante Reis (2000)
- 14 de Fevereiro (2002)

## Filmografia (televisão)

### Séries de Televisão
- Cara a Cara (em produção)
- A Travessia (2025) 6 Episódios - Mini-série
- 3 Mulheres Pós-revolução T2 (2020) 10 Episódios
- 3 Mulheres T1 (2018) 13 Episódios
- O Dia do Regicídio (2008) 6 Episódios x 50'
- Bocage (2006)  8 Episódios x 50'
- 7 Peças Curtas (1998) - Episódio "O Aniversário no Banco"